# Crystal Palace Football Club
O Crystal Palace Football Club é uma equipe de futebol profissional da Inglaterra, da zona sul de Londres, sediado em Croydon e fundado em 10 de setembro de 1905, que disputa a Premier League. Possui três proprietários e um deles era John Textor, antes de o vender por € 750 milhões de euros a um grupo autocrata britânico.
Tem como seu estádio o Selhurst Park, na capital inglesa, com capacidade para 26.047 pessoas. A atual alcunha da equipe é The Eagles ("As Águias").
Originalmente eram conhecidos por Glaziers ("Vidreiros"), em alusão aos seus fundadores e construtores do Palácio de Cristal, para a exposição mundial de Londres.
Sua maior conquista foi a Copa da Inglaterra na temporada 2024-25, quando venceu na final por 1 a 0 o time do Manchester City. Também foi campeão da Supercopa da Inglaterra em 2025 ao derrotar o Liverpool nas penalidades.

## História

### Exibição do Palácio e o original clube amador (1854–1905)

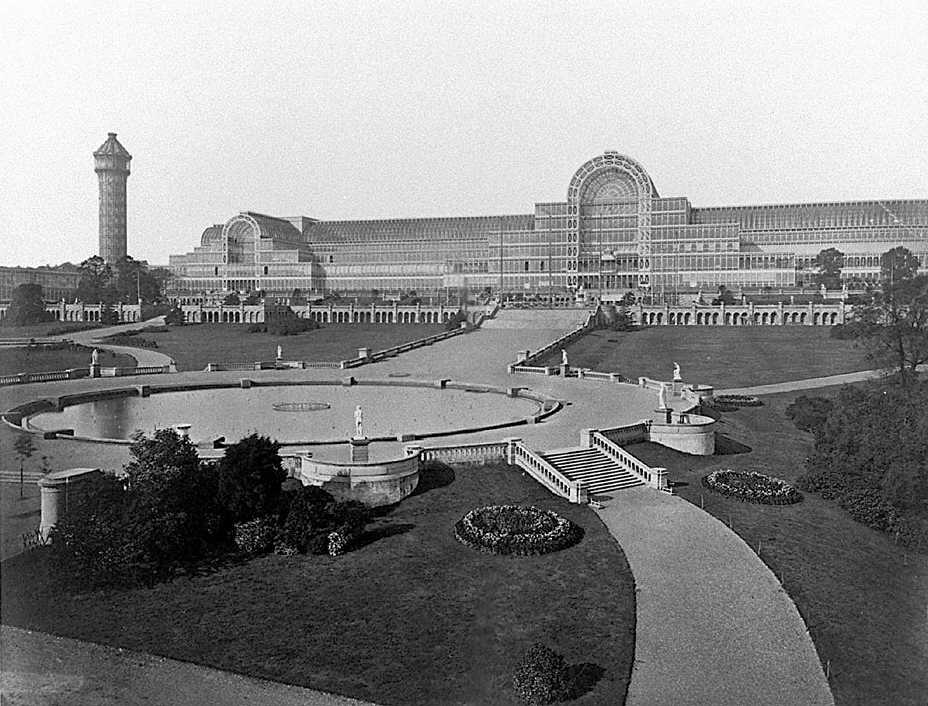
The Crystal Palace em 1854

Em 1854, o edifício da Exposição do The Crystal Palace ou Palácio de Cristal foi transferido do Hyde Park, em Londres, e reconstruído numa zona do sul de Londres, junto a Sydenham Hill. Esta zona passou a chamar-se Crystal Palace e incluía o Crystal Palace Park, que rodeava o local, onde foram construídas várias instalações desportivas. A Crystal Palace Company, proprietária do edifício de exposições, fundou o Crystal Palace Club em 1857 para jogar críquete, antes de se dedicar ao futebol. Os membros do clube de críquete tinham feito pressão para que o clube continuasse a praticar atividades desportivas durante os meses de inverno. A empresa formou um clube de futebol amador no Crystal Palace em 1861. Muitos dos seus jogadores originais eram membros do clube de críquete e partilhavam o mesmo campo no Crystal Palace Park.
O clube amador tornou-se um dos membros fundadores originais da Football Association em 1863 e participou na primeira edição da Copa da Inglaterra em 1871–72, chegando às semifinais, onde perdeu para o Royal Engineers. Jogaram na Copa da Inglaterra nas quatro temporadas seguintes, mas desapareceram dos registos históricos após um jogo contra o Barnes F.C. em 18 de dezembro de 1875. Em 1895, a Football Association encontrou um novo local permanente para a final da Copa da Inglaterra no estádio desportivo situado dentro dos terrenos do Palácio. Alguns anos mais tarde, a Crystal Palace Company, que dependia da atividade turística para as suas receitas, procurou novas atrações para o local e decidiu formar um novo clube de futebol profissional para jogar no estádio.

### Nascimento do clube profissional e jogo no local da final da Copa de Inglaterra (1905-1920)
O clube de futebol profissional Crystal Palace foi fundado em 10 de setembro de 1905, sob a orientação do secretário-adjunto do Aston Villa, Edmund Goodman. O clube candidatou-se à Football League, mas foi rejeitado e, em vez disso, passou a integrar a Segunda Divisão da Liga do Sul na temporada 1905-06. O Palace foi bem-sucedido na sua temporada inaugural, conseguindo a promoção para a Primeira Divisão da Liga do Sul, coroada como campeã. Também jogou na United League a meio da semana, terminando em segundo lugar com o Watford, e foi nesta competição que o clube disputou o seu primeiro jogo, vencendo por 3-0 o New Brompton.
O Palace permaneceu na Southern League até 1914, com destaque para a surpreendente vitória na primeira rodada de 1907 sobre o Newcastle United na Copa da Inglaterra. A eclosão da Primeira Guerra Mundial levou o Almirantado Britânico a requisitar o Crystal Palace e os seus terrenos, o que obrigou o clube a abandonar o local e a mudar-se para a casa do vizinho West Norwood F.C., no Velódromo de Herne Hill. Três anos mais tarde, o clube mudou-se novamente para o Nest, na sequência do desaparecimento do Croydon Common F.C.

### Entrada na Football League (1920-1958)
O clube tornou-se membro fundador da nova Terceira Divisão da Football League na temporada 1920-21, terminando como campeão e ganhando a promoção para a Segunda Divisão. Com este feito, o Palace juntou-se ao Preston North End, Small Heath, Liverpool e Bury como os únicos clubes da altura a vencerem um campeonato na sua primeira temporada como clube da liga. Em 1924, o Palace mudou-se para um novo estádio, o Selhurst Park, onde o clube ainda hoje realiza os seus jogos em casa.
O jogo inaugural no Selhurst Park foi contra o The Wednesday, com o Palace a perder por 0-1 perante uma multidão de 25.000 pessoas. Terminando na vigésima primeira posição, o clube foi rebaixado para a Terceira Divisão Sul. Antes da Segunda Guerra Mundial, o Palace fez bons esforços para ser promovido, terminando a maior parte das vezes na metade superior da tabela e sendo vice-campeão em três ocasiões. Durante os anos de guerra, a Football League foi suspensa e o clube ganhou duas Ligas de Guerra. Depois da guerra, o Palace foi menos bem sucedido na liga, tendo a sua melhor posição sido o sétimo lugar, e, pelo contrário, em três ocasiões o clube teve de se candidatar à reeleição.

### Visita histórica do Real Madrid e promoção à primeira divisão (1958-1973)
O clube permaneceu na Terceira Divisão Sul até ao final da temporada 1957-58, altura em que a liga foi reestruturada, com os clubes da metade inferior da Terceira Divisão Sul a fundirem-se com os da metade inferior da Terceira Divisão Norte para formar uma nova Quarta Divisão. O Palace tinha terminado em décimo quarto lugar - mesmo abaixo da fasquia - e, portanto, encontrava-se na cave do futebol inglês. A sua estadia foi breve. O presidente do Palace, Arthur Wait, nomeou o antigo treinador do Tottenham, Arthur Rowe, em abril de 1960, e o seu estilo de futebol empolgante foi um prazer para os torcedores do Palace. Na temporada 1960-61, o Palace conseguiu a subida de divisão e também uma distinção em 1962, quando enfrentou a grande equipe do Real Madrid da época num histórico jogo amistoso. Foi a primeira vez que os gigantes espanhóis disputaram um jogo em Londres e apenas duas semanas antes de enfrentarem o Benfica na Final da Taça dos Clubes Campeões Europeus Final da Taça dos Campeões Europeus de 1983-84. A equipe de Madrid venceu o Palace por 4-3. Embora Rowe tenha se demitido por motivos de saúde no final de 1962, a promoção foi um ponto de viragem na história do clube. Dick Graham e depois Bert Head guiaram o Palace para promoções sucessivas em 1963-64 e 1968-69, levando o clube da Segunda Divisão para a Primeira Divisão.
O Palace permaneceu na primeira divisão de 1969 a 1973 e alcançou alguns resultados memoráveis, o melhor dos quais foi, sem dúvida, uma vitória em casa por 5-0 contra o Manchester United na temporada de 1972-73. Arthur Wait abandonou o cargo de presidente durante essa temporada e foi substituído por Raymond Bloye, que nomeou Malcolm Allison como treinador em março de 1973, tendo Bert Head subido ao cargo de diretor-geral. Infelizmente, a mudança de direção chegou demasiado tarde para salvar o clube da descida à Segunda Divisão.

### A transição entre as divisões (1973-1984)
Após a desilusão da despromoção, o clube estava para ficar pior. Sob a direção de Allison, o Palace voltou a ser rebaixado de imediato e viu-se de novo na Terceira Divisão na temporada 1974-75. Foi também sob a direção de Allison que o clube mudou a sua alcunha de "The Glaziers" para "The Eagles" e pôs fim à sua associação com as cores azuis e castanhas do equipamento, mudando para as riscas verticais azuis e vermelhas usadas atualmente. O Palace chegou às semifinais da Copa da Inglaterra de 1975-76, vencendo o Leeds United e o Chelsea, mas perdeu por 0-2 nas semifinais em Stamford Bridge para o Southampton, que viria a ser o vencedor. Allison pediu demissão no final da temporada 1975-76, depois de não ter conseguido tirar o clube do terceiro escalão, e foi sob a direção de Terry Venables que o Palace voltou a subir à primeira divisão, com promoções em 1976-77 e 1978-79; nesta última, o clube foi coroado campeão da Segunda Divisão.
A equipe de 1979 foi apelidada de "Equipa dos Anos Oitenta", porque incluía uma série de jovens jogadores muito talentosos que tinham saído da equipe de juniores que ganhou a FA Youth Cup em 1976-77 e 1977-78, e chegou a liderar brevemente toda a Football League no início da temporada 1979-80. No entanto, as dificuldades financeiras que o clube atravessou provocaram a dissolução desse grupo de jogadores, o que acabou por fazer com que o Palace não conseguisse manter a sua posição na primeira divisão. O Palace foi rebaixado da primeira divisão em 1980-81, coincidindo com a aquisição do clube por Ron Noades. O clube teve dificuldades em regressar ao segundo escalão e Noades chegou mesmo a nomear o antigo treinador do Brighton, Alan Mullery, o que foi uma contratação muito impopular entre os torcedores do Palace.

### Os anos de Steve Coppell (1984-1993)
Em 4 de junho de 1984, o antigo jogador do Manchester United e da Seleção Inglesa Steve Coppell, que tinha se aposentado recentemente da carreira de jogador futebol devido a uma lesão, foi nomeado treinador e reconstruiu o clube de forma estável ao longo dos anos seguintes, o que resultou na promoção dos Eagles de volta à primeira divisão através dos play-offs em 1988-89. Depois disso, o Palace chegou à final da Copa da Inglaterra de 1990, empatando 3-3 com o Manchester United na prorrogação do primeiro jogo, mas perdendo no jogo replay por 0-1. O clube conseguiu dar continuidade a este sucesso e, na temporada de 1990-91, alcançou o seu melhor resultado na liga, com o terceiro lugar na Primeira Divisão. O Palace teve a infelicidade de não conseguir um lugar nas competições europeias no final dessa temporada, em parte devido à proibição imposta pela UEFA aos clubes ingleses, causada pelo desastre do Estádio de Heysel. Apesar de, nessa altura, a proibição ter sido levantada, teve como resultado a não classificação da Inglaterra na classificação dos coeficientes da UEFA utilizada nessa época, o que significou que a primeira divisão inglesa apenas teve direito a uma vaga europeu na Taça UEFA, que foi atribuído ao vice-campeão Liverpool. O clube também regressou a Wembley e venceu a Taça dos Sócios, derrotando o Everton por 4-1 na prorrogação da final. Na temporada seguinte, o avançado Ian Wright deixou o clube para se juntar ao Arsenal. O Palace terminou em décimo lugar, o que permitiu ao clube tornar-se membro fundador da Premier League em 1992-93.
O clube vendeu Mark Bright ao Sheffield Wednesday, mas não conseguiu reconstruir o plantel de forma adequada e teve dificuldades em marcar gols durante toda a temporada. O Palace foi rebaixado com um total de 49 pontos, o que continua a ser o recorde da Premier League para o maior número de pontos de um clube despromovido. Coppell demitiu-se e Alan Smith, seu adjunto no clube, assumiu o cargo de treinador.

### Os anos do ioiô (1993-1998)
Na primeira temporada de Alan Smith como treinador, o Palace conquistou o título da Primeira Divisão (que a partir da criação da Premier League esse passou a ser o segundo escalão do futebol inglês) e voltou a ser promovido à Premier League. Em 25 de janeiro de 1995, o Palace enfrentou o Manchester United em Selhurst Park, num jogo em que o atacante do United, Éric Cantona, foi expulso. Foi insultado pelo torcedor do Palace, Matthew Simmons, e retaliou com um pontapé de mão. Cantona foi condenado a duas semanas de prisão, reduzidas para 120 horas de serviço comunitário após recurso. Simmons foi imediatamente banido de Selhurst Park, e mais tarde foi considerado culpado de duas acusações de ameaça a Cantona. Mais se seguiria em março, quando o atacante do Palace, Chris Armstrong, foi suspenso pela FA por ter falhado um teste de despistagem de drogas. Em campo, Smith conduziu o clube às semifinais da Copa da Inglaterra e da Copa da Liga, mas a forma no campeonato foi inconsistente e o Palace viu-se mais uma vez despromovido, terminando em quarto lugar, quando a Premier League foi reduzida de 22 para 20 clubes.
Smith deixou o clube e Steve Coppell regressou como diretor técnico no verão de 1995 e, graças à combinação do treino da equipe principal de Ray Lewington e, mais tarde, da gestão de Dave Bassett, o Palace chegou aos play-offs. Perderam a final do play-off da Primeira Divisão de 1996 de forma dramática, quando Steve Claridge marcou no último minuto da prorrogação para o Leicester City, que venceu por 2-1. Na temporada seguinte, Coppell assumiu o cargo de treinador da equipe principal quando Bassett partiu para o Nottingham Forest, no início de 1997. O clube chegou aos play-offs pelo segundo ano consecutivo e, desta vez, conseguiu a promoção de volta à Premier League, ao derrotar o Sheffield United por 1-0 na final, em Wembley.
Esta permanência na Premier League não foi mais bem sucedida do que as duas anteriores e, na verdadeira moda dos clubes ioiô, o Palace foi rebaixado para a Primeira Divisão no final da época de 1997-98. O clube tinha também um novo proprietário quando o magnata do recrutamento Mark Goldberg concluiu a sua aquisição em junho de 1998.

### Crise financeira (1998-2010)
Terry Venables regressou ao Palace para uma segunda passagem como treinador e o clube participou nas competições europeias durante o verão, quando disputou a Taça Intertoto da UEFA. Em 1999, o Palace entrou em processo de falência, quando o proprietário Mark Goldberg não conseguiu manter o seu apoio financeiro ao clube, Venables saiu e Steve Coppell voltou a assumir o cargo de treinador. O clube saiu da administração sob a alçada de Simon Jordan, e Coppell foi substituído como treinador por Alan Smith pela segunda vez. O Palace quase foi rebaixado para a terceira divisão na primeira temporada de Jordan, em 2000-01. Smith foi demitido em abril e Steve Kember, treinador de longa data, assumiu o cargo de treinador interino e conseguiu vencer os dois jogos que faltavam para garantir a sobrevivência do Palace, com Dougie Freedman marcando o gol da vitória aos 87 minutos na última rodada da temporada, garantindo a vitória por 1-0 sobre o Stockport County. O ex-capitão do Manchester United, Steve Bruce, foi nomeado treinador para a temporada 2001-02. Um bom início de temporada deu ao Palace a esperança de um acesso, mas Bruce tentou abandonar o clube após apenas quatro meses no cargo, na sequência de uma abordagem do Birmingham City para se tornar o seu novo treinador. Após um curto período de licença de jardinagem, Bruce acabou sendo autorizado a juntar-se ao Birmingham, sendo sucedido por Trevor Francis, que tinha sido o seu antecessor no clube de West Midlands.
Sob o comando de Francis, o Palace terminou a meio da tabela durante duas temporadas consecutivas, mas foi demitido e substituído por Steve Kember, que se tornou treinador permanente. O clube venceu os três primeiros jogos da temporada 2003-04 sob o comando de Kember, o que o colocou no topo da tabela, mas foi demitido em novembro, depois de uma terrível perda de forma ter levado o Palace a cair para a zona de rebaixamento. O antigo atacante do Palace, Iain Dowie, foi nomeado treinador e conduziu o clube à final do play-off, garantindo a promoção com uma vitória por 1-0 sobre o West Ham. Mais uma vez, o Palace não conseguiu manter o seu lugar no escalão superior e foi despromovido no último dia da temporada, depois de empatar com o rival local Charlton Athletic.
Na sequência desse rebaixamento, Simon Jordan não conseguiu colocar o clube numa situação financeira sólida nos anos seguintes e, em janeiro de 2010, o Palace foi novamente colocado sob administração judicial, desta vez por um credor. Devido aos regulamentos da Football League, foram retirados dez pontos ao clube e os administradores foram forçados a vender jogadores importantes, incluindo Victor Moses e José Fonte. Neil Warnock também deixou o cargo de treinador no início de 2010. Foi nomeado em 2007, substituindo o antigo treinador do Palace, Peter Taylor, que teve uma breve passagem pelo clube. Paul Hart assumiu o cargo de treinador interino nas últimas semanas da temporada. A sobrevivência na Championship só foi assegurada no último dia da temporada, após um memorável empate a 2-2 com o Sheffield Wednesday, que acabou sendo rebaixado.
Durante o final dessa temporada, o CPFC 2010, um consórcio constituído por vários torcedores abastados, negociou com sucesso a compra do clube, liderado por Steve Parish, o representante vocal do consórcio de quatro pessoas que também incluía Stephen Browett, Jeremy Hosking e Martin Long. Crucialmente, o consórcio também assegurou a propriedade do Selhurst Park e prestou homenagem a uma campanha de torcedores que ajudou a pressionar o Lloyds Bank a vender o estádio de volta ao clube.

### Regresso à Premier League (2010-presente)

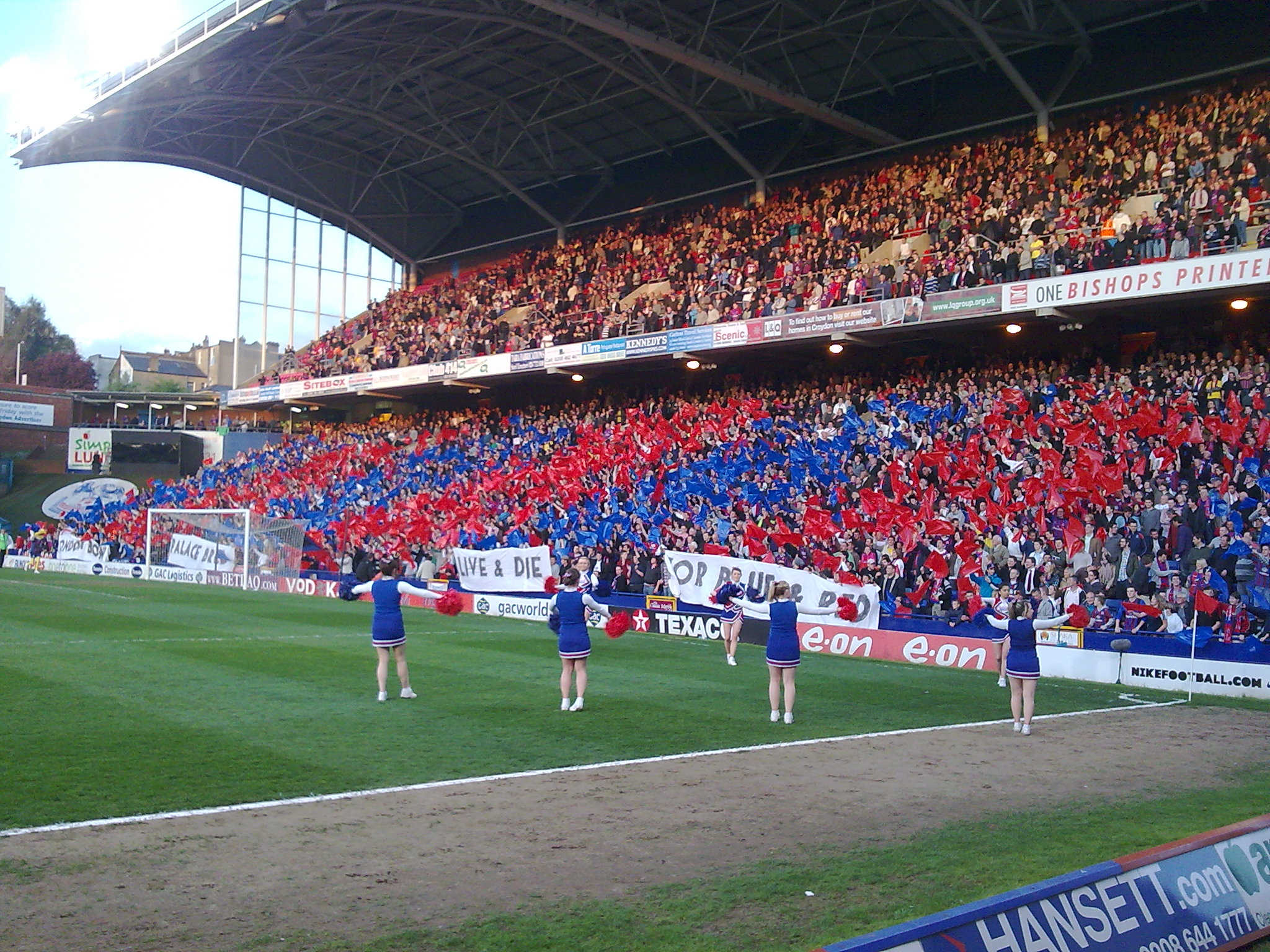
A Tribuna Holmesdale, no Selhurst Park

O consórcio CPFC 2010 rapidamente nomeou George Burley como novo treinador do Palace. No entanto, um mau início de temporada fez com que o clube ficasse no fundo da tabela em dezembro. Em 1 de janeiro de 2011, após uma derrota por 0-3 frente ao Millwall, Burley foi demitido e o seu adjunto Dougie Freedman nomeado treinador interino. Pouco mais de uma semana depois, Freedman foi efetivado como treinador principal. O Palace subiu na tabela e, ao empatar a 30 de abril com o Hull City (1-1), o clube foi salvo do rebaixamento a um jogo do fim da temporada. Após mais um ano e meio como treinador, Freedman partiu para gerir o Bolton Wanderers no dia 23 de outubro de 2012.
Em novembro de 2012, Ian Holloway tornou-se o novo treinador do Palace, tendo conduzido o clube de volta à Premier League após oito anos de ausência, ao derrotar o Watford por 1-0 na final do play-off do Championship, no novo Wembley, mas demitiu-se em outubro de 2013. Após uma breve passagem por Tony Pulis, e um segundo mandato sem sucesso de Neil Warnock, o antigo jogador do Palace Alan Pardew foi confirmado como novo técnico em janeiro de 2015. Em sua primeira temporada completa, Pardew levou o clube à final da Copa da Inglaterra de 2016, a primeira em 26 anos. O Palace enfrentou o Manchester United, com quem tinha perdido na final de 1990, e os Eagles voltaram a desiludir-se, perdendo por 1-2 após a prorrogação. Em dezembro de 2016, Pardew foi demitido e substituído por Sam Allardyce, que manteve o clube na Premier League, mas pediu demissão inesperadamente no final da temporada. Em 26 de junho de 2017, o Palace nomeou Frank de Boer como o seu primeiro treinador estrangeiro permanente. Ele foi demitido após apenas 77 dias no comando, com o clube tendo perdido seus primeiros quatro jogos da liga no início da temporada 2017–18, sem conseguir marcar em nenhum deles. O ex-técnico da Inglaterra Roy Hodgson foi nomeado o novo técnico do clube no dia seguinte. O Palace terminou em décimo primeiro lugar na Premier League na primeira temporada de Hodgson, décimo segundo na temporada 2018–19 e décimo quarto na temporada seguinte.
Em 18 de maio de 2021, o clube anunciou que Hodgson deixaria o clube no final da temporada 2020-21, após a expiração do seu contrato, tendo alcançado um segundo décimo quarto lugar consecutivo na sua última temporada no clube. Em 4 de julho de 2021, o Palace nomeou o antigo capitão do Arsenal, Patrick Vieira, como seu novo treinador, com um contrato de três anos. Apesar de ter conduzido o clube a uma semifinal da Copa da Inglaterra e a um décimo segundo lugar no campeonato na sua primeira temporada, Vieira foi demitido na temporada seguinte, a 17 de março de 2023, depois de uma triste série de 12 jogos sem vitórias ter deixado o clube três pontos acima da zona de rebaixamento. Em 21 de março, Hodgson foi reconduzido ao cargo de treinador do Palace até o final da temporada, tendo conduzido o clube à segurança, terminando confortavelmente no décimo primeiro lugar no final da temporada de 2022-23.

### Título da Copa da Inglaterra e classificação à Liga Europa
Na temporada de 2024–25, Oliver Glasner, na sua segunda temporada no comando do clube, levou o Crystal Palace à sua maior conquista da história, a FA Cup 2024–25, após vencer o Manchester City por 1 a 0 com gol marcado por Eberechi Eze. Foi a terceira final do clube em sua história e, além do título, garantiu um recorde de décima terceira temporada consecutiva na Premier League e se classificou para a Liga Europa pela primeira vez. 

#### Rebaixamento à Liga Conferência
Um dia após o título da Supercopa da Inglaterra sobre o Liverpool, o Tribunal Arbitral do Esporte expulsou o Crystal Palace da Liga Europa devido à classificação do Lyon, da França, para a mesma competição. Os dois clubes possuem participação do empresário John Textor, e não podem disputar os mesmos torneios. Por isso, os ingleses foram "rebaixados" para a Liga Conferência. O Nottingham Forest ficou com a vaga do clube londrino. 
| “                               | Após analisar as provas, o Painel concluiu que John Textor, fundador da Eagle Football Holdings, tinha ações no CPFC e no OL e era membro do Conselho com influência decisiva sobre ambos os clubes na data da avaliação da UEFA. O Painel também rejeitou o argumento do CPFC de que recebeu tratamento injusto em comparação com o Nottingham Forest e o OL. O Painel considerou que os Regulamentos da UEFA são claros e não oferecem flexibilidade aos clubes que não estejam em conformidade na data da avaliação, como alegou o CPFC. | ” |
| — Tribunal Arbitral do Esporte. | |   |

## Cores e uniformes
O clube amador original usava camisa de listras horizontais de azul e branco com calções azuis, embora houvesse variações, pensa-se que o primeiro equipamento de sempre, em 1861, era azul claro e meias brancas. Quando o clube profissional Crystal Palace foi criado, em 1905, a sua escolha de cores era originalmente camisas azuis e claretes com calções brancos e meias tendencialmente claretes. Esta escolha ficou a dever-se ao importante papel desempenhado na formação do clube por Edmund Goodman, um empregado do Aston Villa que mais tarde se tornou diretor do Palace. O clube manteve esta fórmula de forma bastante consistente até 1938, altura em que decidiu abandonar o azul-claro e adotar camisas brancas e calções pretos com meias a condizer. De 1949 a 1954, o clube regressou ao azul e clarete, mas em 1955 voltou ao branco e preto, com guarnições azuis e claretes.
Houve variações deste tema até 1963, altura em que o clube adotou a camisa amarela como cor de casa. Em 1964, o clube mudou para uma camisa totalmente branca, seguindo o modelo do Real Madrid, que o Palace tinha enfrentado recentemente num jogo amistoso, antes de regressar às camisas azuis e azuis com calções brancos em 1966. O clube continuou com variações deste tema até à chegada de Malcolm Allison ao cargo de treinador, em 1973. Allison reformulou a imagem do clube, adotando riscas verticais vermelhas e azuis nas cores e no equipamento, inspirado no FC Barcelona. Desde então, o Palace tem jogado com variações de vermelho e azul, exceto na temporada do centenário, em 2005, em que usou uma versão do equipamento azul e branco de 1971-72.
O clube chegou relativamente tarde à criação de um brasão. Embora as iniciais tenham sido bordadas na camisa a partir da temporada 1935-36, o escudo com a fachada do Palácio de Cristal só apareceu em 1955. Este brasão desapareceu da camisa em 1964, e o nome da equipe apareceu bordado nas camisas entre 1967 e 1972. Em 1972, foi adotado um emblema redondo, com as iniciais do clube e a alcunha de "Glaziers", antes de Allison o alterar. A alcunha do clube passou a ser "Eagles", inspirada no clube português Benfica, com o emblema a mostrar a imagem de uma águia segurando uma bola. Este emblema manteve-se até 1987, altura em que o clube juntou a águia com a fachada do Palácio de Cristal e, embora tenha sido atualizado em 1996 e novamente em 2012, o emblema mantém estas características. Em junho de 2022, o ano de 1905 no emblema foi alterado para 1861, refletindo o ano em que o Crystal Palace Football Club original foi fundado.
De meados de 2010 a 2020, o clube utilizou uma águia careca americana, chamada Kayla, como mascote do clube, com a ave voando de uma ponta à outra do estádio em todos os jogos em casa. A ave morreu em junho de 2020.

## Estádio
Em 1905, a Crystal Palace Company, proprietária do recinto da final da Copa da Inglaterra, situado no interior do estádio do Crystal Palace, pretendia que um clube profissional jogasse no local e aproveitasse o grande potencial de público da zona. Quando começou a Primeira Guerra Mundial, o Palácio e os terrenos foram confiscados pelas forças armadas e, em 1915, o clube foi forçado a mudar-se pelo Almirantado. Em 1915, o clube foi forçado a mudar-se pelo Almirantado e encontrou uma base temporária no Velódromo de Herne Hill. Apesar de outros clubes terem oferecido a utilização do seu estádio ao Palace, o clube achou melhor manter-se o mais próximo possível da sua área de influência natural. Quando o Croydon Common F.C. foi dissolvido, em 1917, o clube tomou posse do seu antigo estádio, situado no Nest, mas em 1919 começou a comprar o terreno onde viria a construir o Selhurst Park, a sua atual casa.

O famoso arquiteto de estádios, Archibald Leitch foi contratado para elaborar os planos e a construção do Selhurst Park ficou concluída a tempo para a temporada 1924-25. O estádio manteve-se relativamente inalterado, apenas com a introdução de projetores e alguns melhoramentos de manutenção até 1969, altura em que foi construída a Arthur Wait Stand. O setor principal passou a ter todos os lugares em 1979 e seguiram-se mais obras no início da década de 1980, quando a extremidade de Whitehorse Lane foi remodelada para permitir a construção de um supermercado Sainsbury's, escritórios e uma loja do clube. Em 1990, o Arthur Wait Stand passou a ter lugares para sentar e, em 1994, o Holmesdale Terrace foi substituído por uma nova bancada de dois níveis. O recorde de assistência em Selhurst Park foi estabelecido em 1979, com um total oficial de 51.482 espectadores. Depois de todas as remodelações do recinto e dos requisitos de segurança decorrentes do Relatório Taylor, a capacidade atual do recinto é de 25.486 espectadores. Em 2011, foram apresentadas propostas para transferir o clube de volta para a sua casa original no Estádio Nacional do Palácio de Cristal, mas depois de o clube ter sido promovido à Premier League em 2013, houve um foco renovado na remodelação do Selhurst Park para um estádio de 40.000 lugares. Planos revistos para uma nova bancada principal de 13.500 lugares (aumentando a capacidade total do estádio para 34.000) foram aprovados numa reunião do Conselho de Croydon em 19 de abril de 2018.

## Principais rivais
Devido à sua localização em Londres, o Crystal Palace está envolvido em várias rivalidades, principalmente na região sul da capital inglesa. Historicamente essas são com o Millwall e com o Charlton Athletic. 
Existe rivalidade acirrada com o Brighton & Hove, começou a se desenvolver desde o rebaixamento do Palace à Terceira Divisão em 1974, atingindo seu auge quando as duas equipes foram sorteadas para se confrontarem na primeira rodada da FA Cup de 1976-77. A disputa foi para dois replays, mas a controvérsia aconteceu porque o árbitro Ron Challis ordenou que um pênalti bem sucedido pelo Brighton fosse repetido por causa da invasão dos jogadores do Palace. A repetição foi defendida pelo goleiro, o Palace venceu o jogo por 1 a 0 e uma feroz rivalidade nasceu nesse momento.

## Na cultura popular
No filme Wonderland, de Michael Winterbottom, de 1999, as cenas da personagem Dan e do seu filho num jogo de futebol foram filmadas no Selhurst Park, durante o empate 1-1 do Crystal Palace contra o Birmingham City, a 6 de fevereiro de 1999. Na peça de Mike Leigh, Abigail's Party, a personagem Tony refere que costumava jogar profissionalmente no Crystal Palace, mas "não resultou", algo que o ator John Salthouse trouxe para a personagem nos ensaios, com base na sua própria vida. Salthouse também incorporou o clube na série televisiva para crianças que escreveu, Hero to Zero, na qual o pai da personagem principal jogou na equipe do Palace. Na primeira série de Only Fools and Horses, um cachecol do Crystal Palace podia ser visto no bengaleiro, colocado lá pelo produtor Ray Butt, apesar de o nome do meio de Rodney ser Charlton, como Del revelou no dia do casamento de Rodney: a mãe deles era fã do "Athletic" e não do "Heston". O diretor Keith Blackwell, que interpretou a mascote do Palace "Pete the Eagle" no final dos anos noventa, protagonizou uma série de anúncios da Coca-Cola em 1996. Blackwell falou sobre o seu papel e o embaraço que causou à sua família, e foram utilizados na campanha clips dele mascarado.
O episódio de 2008 de The IT Crowd, "Are We Not Men?", utilizou o Selhurst Park para filmar as cenas de multidão.
A série da Apple TV, Ted Lasso, filmou as cenas do estádio em Selhurst Park.
Depois que o The Dave Clark Five tocou "Glad All Over" no Selhurst Park em 1968, a música se tornou sinônimo do clube, e os fãs do Palace a cantam em todas as partidas.
O Crystal Palace F.C. foi o tema de uma série de cinco episódios da Amazon Prime Video, lançada em 2021, intitulada When Eagles Dare, que documentou a temporada 2012-13 do clube, quando este conseguiu ser promovido à primeira divisão através dos play-offs da Championship.

## Títulos
| NACIONAIS | NACIONAIS                      | NACIONAIS | NACIONAIS         |
|           | Competição                     | Títulos   | Temporadas        |
|           | Copa da Inglaterra             | 1         | 2024-25           |
|           | Supercopa da Inglaterra        | 1         | 2025              |
|           | Copa de Membros Ingleses       | 1         | 1990-91           |
|           | Campeonato Inglês - 2ª Divisão | 2         | 1978-79 e 1993-94 |
|           | Campeonato Inglês - 3ª Divisão | 1         | 1920-21           |
| TOTAL     | TOTAL                          | TOTAL     | TOTAL             |
|           | Conquistas                     | Títulos   | Categorias        |
|           | Títulos oficiais               | 6         | 6 Nacionais       |
| --------- | ------------------------------ | --------- | ----------------- |

 Campeão invicto

## Campanhas de destaque
- Copa da Inglaterra: 3

(Vice em 1990, 2016, Campeão em 2025)

## Elenco atual
Última atualização: 29 de julho de 2025.